# Vladislav Starévich
Vladislav Starévich (en ruso: Владисла́в Алекса́ндрович Старе́вич; en polaco: Władysław Starewicz; en francés: Ladislas Starewitch; 27 de juliojul./ 8 de agosto de 1882greg. – 26 de febrero de 1965) fue un animador y director ruso de origen polaco, autor del primer filme de animación de marionetas, Prekrásnaya Lyukanida (1912). Realizó más de un centenar de películas hasta su muerte en 1965, inicialmente dirigidas a un público infantil, presentando situaciones y personajes fantásticos.
En muchas de estas películas, Starévich contó con la ayuda de su familia, la que estaba implicada en todo el proceso de producción. Él se encargaba de la construcción de los decorados y las marionetas, su mujer, Anna Zimmermann, confeccionaba los trajes, su hija mayor, Irena (Irène), hacia de colaboradora y su hija pequeña, Janina (Jeanne), actuó bajo seudónimo Nina Star en algunas de sus producciones de los años 20.

## Influencias posteriores
El trabajo de Starévich ha influenciado a artistas de la animación stop-motion como Los Hermanos Quay. También ha sido referencia para los directores, Wes Anderson en la película de Fantastic Mr. Fox (2009), inspirada por la fábula El Cuento del Zorro (1930) o Tim Burton, que parece inspirarse para su película The Nightmare Before Christmas (1993), en el casting de personajes extraños de la película The Mascot (1933).

## Reconocimiento
En 2014, su obra fue recogida en la exposición Metamorfosis en el CCCB de Barcelona. La exposición recogía también, las obras de Jan Švankmajer y los Hermanos Quay, relacionando el mundo de unos artistas con unas visiones fantásticas que conectan entre sí.

## Filmografía

### Películas dirigidas en Rusia (1911-1918)
(con nombres originales en ruso)

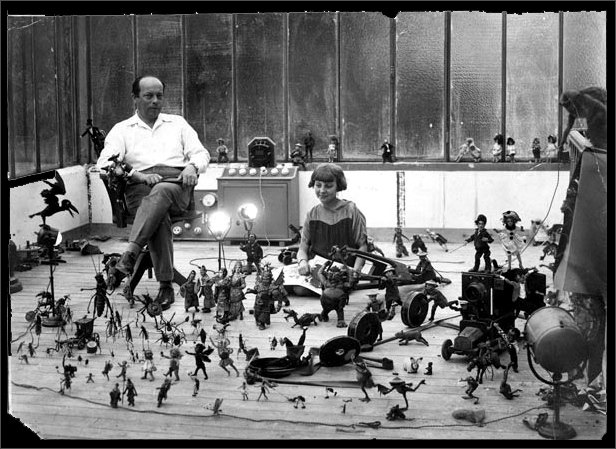
Vladislav Starévich y su hija Irena en el taller

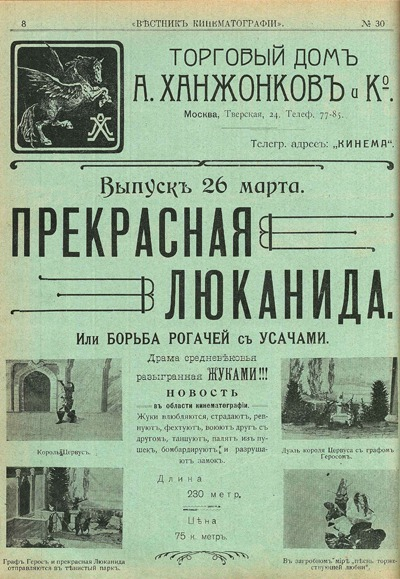
Cartel de la película Prekrásnaya Lyukanida (La bella Lyukanida, 1912). Producción de Aleksandr Janzhónkov

- Miest Kinomatografícheskovo Operátora (1911) - La venganza del camarógrafo
- Rozhdiestvó Obitátelei Liesa (1911) - La navidad de los insectos
- Strekozá i Muravéi (1911) - La cigarra y la hormiga
- Aviatsiónnaya Nedelya Nasekómyj (1912) - La semana de aviación de los insectos
- Prekrásnaya Lyukanida (1912) - La bella Lyukanida
- Stráshnaya Miest (1912) - Terrible Venganza
- Noch Péred Rozhdestvom (1912) - La noche antes de navidad
- Vesiólyie Stsenki iz Zhizni Zhivótnyj (1912) - Divertidas escenas de la vida de los insectos
- Puteshéstvie na Lunú (1912) - Un viaje a la Luna
- Ruslán i Liudmila. (1913) - Ruslán y Liudmila
- Snegúrochka. (1914) - La doncella de la nieve
- Pásynok Marsa (1914) - El sobrino de marte
- Kayser-Gogiel-Mogiel (1914) - General Góguel-Móguel
- Troika (1914) - Troika
- Fleurs Fanees 1914 -
- Le Chant Du Bagnard (1915) - The Convict's Song
- Portret (1915) - (Probablemente producida por el Comité de Skóbelev) - El retrato
- Líliya Bélguii (1915) - El lirio de Bélgica, en esta película actúa su hija mayor, Irena Starévich
- Eto Tiebié Prinadlezhit (1915) - Esto te pertenece
- Eros I Psyche (1915) - Eros y Psyche
- Dve Vstriechi (1916) - Dos encuentros
- Le Faune En Laisse (1916) - El Fauno encadenado
- O Chom Shumielo Morie (1916) - El mar susurante
- Tamán (1916) - Tamán
- Na Varshávskom Trakte (1916) - On the Warsaw Highway
- Pan Twardowski (1917) - Mister Twardowski
- Sashka-Naiézdnik (1917) - Sashka the Horseman
- K Narodnoi Vlasti (1917) - Towards People’s Power
- Kaliostro (1918) - Cagliostro
- Yola (1918) - Iola
- Wij (1918) - Vij
- Sorotchinskaia Yarmaka (1918) - The Sorotchninsk Fair
- Maiskaya Noch (1918) - May Night
- Stella Maris (1918)

### Películas dirigidas en Francia (1920–1965)
(con sus nombres franceses originales)
- Dans les Griffes de L'araignée (1920) - En las garras de la araña
- Le Mariage de Babylas (1921) - El casamiento de Babylas
- L’épouvantail (1921) - El espantapájaros ( Starewitch actúa de jardinero )
- Les Grenouilles qui Demandent un Roi (1922) - Las ranas que pedían un rey
- La Voix du Rossignol (1923) - El canto del ruiseñor (Ganador del premio Hugo Reisenfield. En esta película actúa su hija menor, Jeane Starewitch "Nina Star").
- Amour Noir et Blanc (1923) - Amor en blanco y negro
- La Petite Chanteuse des Rues (1924) - La pequeña cantante de las calles (con "Nina Star").
- Les Yeux du Dragon (1925) - Los ojos del dragón
- Le Rat de Ville et le Rat Des Champs - (1926) La rata de ciudad y la rata de campo
- La Cigale et la Fourmi (1927) - La cigarra y la hormiga
- La Reine des Papillons (1927) - La reina de las mariposas (con "Nina Star").
- L'horloge Magique (1928) - El rejol mágico o Historia de la niña que quería der una princesa (con "Nina Star").
- La Petite Parade (1928) - El pequeño desfile (inspirado en El soldadito de plomo de Andersen).
- Le Lion et le Moucheron (1932) - El león y el moscardón
- Le Lion Devenu Vieux (1932) - El viejo león
- Fétiche Mascotte (1933) - La mascota
- Fétiche Prestidigitateur (1934) - Fetiche prestidigitador
- Fétiche se Marie (1935) - Fetiche se casa
- Fétiche en Voyage De Noces (1936) - Fetiche en viaje de luna de miel
- Fétiche Chez les Sirènes (1937) - Fetiche y las sirenas
- Le Roman de Renard (1930–1941) - El cuento del Zorro (fue realizado entre 1929 y 1930 pero fue sonorizada en francés en 1941).
- Zanzabelle a Paris (1947) - Zanzabelle en París
- Fleur de Fougère (1949) - Flor de helecho
- Gazouilly Petit Oiseau. (1953) - El pajarito Gazouilly
- Gueule de Bois (1954) - La resaca (cuando se estrenó Fétiche mascotte, fue reducido a 20 minutos por los distribuidores. Esta película está hecha a partir de las escenas cortadas).
- Un Dimanche de Gazouilly (1955) - Un domingo de Gazouilly
- Nez au Vent (1956) - Nariz al viento
- Carrousel Boréal (1958) - Carousel boreal
- Comme Chien et Chat (1965) - Como perro y gato (esta película sólo alcanzó los tres minutos de duración, ya que el autor falleció durante el rodaje).

## Posteridad
La nieta de Ladislas Starewitch, Leona Beatriz Martin-Starewitch junto a su marido, François Martin, restaura y distribuye las películas de su abuelo desde el año 1991.
En 2012, la película Fétiche mascote ha sido reconstituida, ya que las copias hasta entonces estaban incompletas, debido a la censura de los distribuidores de la época. La película se distribuye en DVD como Fétiche 33-12.
Actualmente , casi todas las películas de Starewitch de su período francés están disponibles en DVD.

## Ediciones en DVD
- Le monde magique de Ladislas Starewitch, Doriane Films, 2000.

Contenido: El viejo león, La rata de ciudad y la rata de campo (1932 versión sonora) Fétiche mascote y Flor de helecho.
Bonus: La rata de ciudad y la rata de campo (1926 version muda)
- Le Roman de Renard(La historia del zorro), Doriane Films, 2005.

Bonus: Fetiche en viaje de luna de miel
- Les Contes de l'horloge magique, Éditions Montparnasse, 2005.

Contenido: La pequeña cantante de las calles, El pequeño desfile y El reloj mágico.
- The Cameraman's Revenge and other fantastic tales, Milestone, Image entertainement, 2005

Contenido: La venganza del camarógrafo, La navidad de los insectos, Las ranas que querían un rey (version corta), El canto del ruiseñor, Fétiche mascote y Carousel boréal.
- Les Fables de Starewitch d'aprés la Fontaine, Doriane Films, 2011.

Contenido: El león y el moscardón, La rata de ciudad y la rata de campo (1926), Las ranas que querían un rey (versión original), La cigarra y la hormiga (version de 1927 ), El viejo león y Comment naît et s'anime une ciné-marionnette (Como nace y se anima una cinemarioneta).
Bonus: El viejo león (version narrada en francés) y La rata de ciudad y la rata de campo (1932 version sonora)
- Nina Star, Doriane Films, 2013.

Contenido: El espantapájaros, El casamiento de Babylas, El canto del ruiseñor, La reina de las mariposas.
Bonus: El casamiento de Babylas (versión inglesa, coloreada), La reina de las mariposas (version inglesa), Comment naît et s'anime une ciné-marionnette.
- L'homme des confins, Doriane Films, 2013.

Contenido: En las garras de la araña, Los ojos del dragón, Amor en blanco y negro
Bonus: Los ojos del dragón (1932 versión sonora), Amor en blanco y negro (1932 versión sonora), Comment naît et s'anime une ciné-marionnette
- Fétiche 33-12, Doriane Films, 2013

Bonus: Fétiche mascote, Gueule de bois, Comment naît et s'anime une ciné marionnette.

## Libros
- METAMORFOSIS. Las Visiones Fantásticas de Starewitch, Švankmajer y Los Hermanos Quay. La Casa Encendida. 2014. Varios Autores. ISBN 978-84-616-8871-5